# Donacia tuberculifrons
Donacia tuberculifrons är en skalbaggsart som beskrevs av Schaeffer 1919. Donacia tuberculifrons ingår i släktet Donacia och familjen bladbaggar. Inga underarter finns listade i Catalogue of Life.